# Istituto San Giuseppe La Salle
L'istituto San Giuseppe La Salle è una scuola privata paritaria di Milano. 

## Storia

### Le origini e i primi studenti
La storia dell'Istituto San Giuseppe è legata a quella dell'Istituto Gonzaga di Milano. Già dal 1943, infatti, i fratelli delle Scuole Cristiane docenti ed educatori presso l'Istituto Gonzaga erano impegnati nella rischiosa attività di coinvolgere bambini e ragazzi delle periferie nord-ovest e sud-ovest di Milano per garantire loro, nonostante il difficile momento, un luogo per imparare e stare insieme. Nel fiorire di tante attività, l'idea dei fratelli dell'Istituto Gonzaga di una seconda struttura educativa a Milano nasceva anche in risposta alla devastazione portate dai bombardamenti. Un evento significativo, in tal senso, fu la strage di Gorla in cui perirono 184 piccoli alunni e molti altri tra docenti e personale scolastico, non lontano dal luogo dove nascerà l'Istituto San Giuseppe. Fu su iniziativa di Don Giuseppe del Corno parroco della neonata chiesa di San Giuseppe dei Morenti del quartiere Crescenzago che alcuni tra i docenti e gli studenti della scuola superiore dell'Istituto Gonzaga si adoperarono per creare una vera e propria scuola elementare. La scuola doveva essere popolare e gratuita per rivolgersi a tutti quei ragazzi che, per via dei bombardamenti, non avevano più la possibilità di frequentare. La proposta fu perciò avanzata a Fratel Giocchino Gallo, allora direttore dell'Istituto Gonzaga il quale rispose con entusiasmo e concretezza, dando mandato al vicedirettore, Fratel Alberto Pagella, di curare l'impresa. La scuola viene ospitata presso la nuovissima chiesa di San Giuseppe dei Morenti, in locali di fortuna: le lezioni si tengono all'interno degli spaziosi matronei della chiesa che ospitarono studenti di quarta e quinta elementare.

### La fondazione

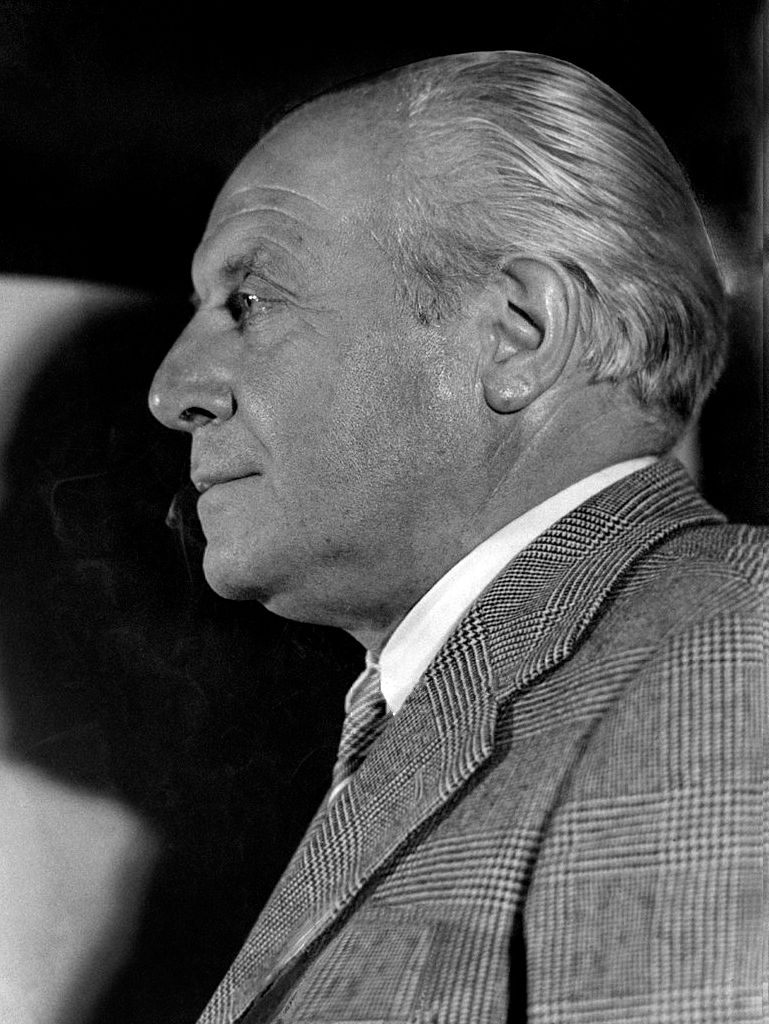
Incaricato dall'Istituto Gonzaga di Milano, Gio Ponti firma il progetto "Scuola tecnica per l’Istituto Gonzaga, Crescenzago" poi denominato "Istituto San Giuseppe".

Nel 1944, dopo solo un anno di attività, le iscrizioni aumentano al punto che i matronei della chiesa non sono più sufficienti. Su richiesta di Fratel Gioacchino, il provveditorato agli studi consente ai fratelli di trasferire temporaneamente la scuola presso i locali della vicina scuola comunale di via Bottego. La sistemazione precaria e, al contempo, il desiderio di dare ai numerosi alunni una "casa propria" spinge i Fratelli e i responsabili dell'Istituto Gonzaga a cercare un'area adatta alla costruzione di un edificio. I fondi vengono miracolosamente raccolti facendo appello alla generosità di famiglie e aziende; i Fratelli del Gonzaga riescono a reclutare persino il contributo del prestigioso architetto Gio Ponti per il lavoro di progettazione. Dopo alcune battute di arresto, viene acquistato il terreno ove sorgeva cascina Ferrera, poi demolita: una grande superficie quadrangolare di circa 15.000 mq. Il giorno 19 Marzo 1952, in occasione della festa di San Giuseppe, alla presenza delle autorità e di una folta rappresentanza della popolazione scolastica e del quartiere viene benedetta e posata la prima pietra del futuro Istituto San Giuseppe. Una piccola lapide di copertura, tuttora visibile alla base di uno dei pilastri portanti nell'atrio di ingresso dell'edificio, recita: "Ut sapiens architectus fundamentum posui".